# Campeonato Sub-23 de la UNAF
El Campeonato Sub-23 de la UNAF es el torneo de fútbol a nivel de selecciones menores de 23 años que se disputa entre los miembros de la UNAF, aunque en algunos casos se invita a selecciones que no pertenecen a la asociación.

## Ediciones Anteriores
| 2006 | Libia     | Libia          | 1               | Argelia   | Egipto    | 1     | Túnez |
| 2007 | Túnez     | Argelia        | 0 – 0 (6 – 5) p | Túnez     | Marruecos | 2 – 0 | Libia |
| 2010 | Marruecos | Argelia        | 1               | Marruecos | Camerún   | 1     | Libia |
| 2011 | Marruecos | Arabia Saudita | 1               | Argelia   | Marruecos | 1     | Níger |

1- Se jugó con un sistema de todos contra todos, quien hizo más puntos fue el campeón.

## Títulos Por Nación
| Nación         | Títulos        | Finales        | 3º Lugar       | 4º Lugar       |
| Argelia        | 2 (2007, 2010) | 2 (2006, 2011) | -              | -              |
| Libia          | 1 (2006)       | -              | -              | 2 (2007, 2010) |
| Arabia Saudita | 1 (2011)       | -              | -              | -              |
| Marruecos      | -              | 1 (2010)       | 2 (2007, 2011) | -              |
| Túnez          | -              | 1 (2007)       | -              | 1 (2006)       |
| Camerún        | -              | -              | 1 (2007)       | -              |
| Egipto         | -              | -              | 1 (2006)       | -              |
| Níger          | -              | -              | -              | 1 (2011)       |